# Bezinghem
Bezinghem település Franciaországban, Pas-de-Calais megyében. Lakosainak száma 374 fő (2022. január 1.). Bezinghem Zoteux, Parenty, Preures, Beussent, Bourthes, Doudeauville és Enquin-sur-Baillons községekkel határos.

## Népesség
A település népességének változása:
| Lakosok száma | 377  | 362  | 365  | 363  | 380  | 388  | 383  | 379  | 374  |
|               | 2013 | 2015 | 2016 | 2017 | 2018 | 2019 | 2020 | 2021 | 2022 |